# Bill Allen
Bill Allen (1945) è un ex cestista statunitense, professionista nella ABA.